# Figge Holmgren
Karl Fredrik "Figge" Holmgren, född 16 september 1875 i Lund, död 2 januari 1969 i Helsingborg, var en svensk litograf och målare.

## Biografi
Figge Holmgren fick sin litografiska yrkesutbildning i Malmö och besökte tekniska skolan där 1891–1896, flyttade 1904 till Köpenhamn, där han med avbrott för kortare utländska studieresor samt vistelser i Sverige, bland annat 1924–1927, stannade till 1932, då han återvände till Malmö. Sin viktigaste konstnärliga utbildning erhöll han under Johan Rohde vid Kunstnernes Studieskole 1910–1912. Han utveckling gick nu från ett dämpat valörmåleri i Julius Paulsens anda mot en mera frigjord färghållning och fastare form. Också Aksel Jørgensen spelade en roll för honom. Under 1920-talet föredrog han mytologiska figurmotiv och romantiserade landskap, ofta hållna i en mosaikaktigt gnistrande färgskala, påminnande om Adolphe Monticellis. Efter 1930 övergick han dock till vardagligare motiv, genrebilder, porträtt och landskap, varvid han oftast använde ett brett, skisserande föredrag och en än högt uppdriven, än mera avstämd färgskala. Holmgren utförde även pasteller. Från 1928 var Holgren medlem i Aura, från 1932 i den danska sammanslutningen Koloristerna.
Han är representerad på Moderna museet[källa behövs], Malmö museum, Lunds universitet och Tomelilla museum.